# Альберт (канал)
Канал Альберт, також Альбе́рт-кана́л (нід. Albertkanaal, фр. Canal Albert) — судноплавний канал у Бельгії, що сполучає річку Маас біля міста Льєж і річку Шельду біля міста Антверпен. Альберт-канал проходить через Кампінський вугільний басейн. Головні вантажі у 2-й половині 20 століття — вугілля, руда, флюси, будматеріали, збіжжя, нафтопродукти. Довжина каналу становить 129,5 км. Канал названо на честь бельгійського короля Альберта І.

## Історія
Канал було збудовано впродовж 1930—1939 років. З 1930 до 1934 року над спорудженням каналу працювала німецька компанія Hochtief AG, але завершили будівництво бельгійські фірми. Зведення каналу дозволило скоротити тривалість подорожі з Льєжа до Антверпена з 7-ми днів до 18-ти годин.
Вперше канал було використано 1940 року, однак через Другу Світову війну активна експлуатація каналу розпочалася лише 1949 року. Під час війни канал був частиною бельгійської лінії оборони. Перетин каналу німецькими військами та знищення форту Ебен-Емаель 11 травня 1940 року стало важливою віхою в німецькому вторгненні до Бельгії.
Збільшувати канал почали 1960 року. Глибина каналу нині — 3,4 м, після 1997 року Альберт-канал може пропускати судна вантажопідйомністю понад 9000 тонн (клас VI). На каналі шість шлюзів, різниця висот — 56 м (п'ять шлюзів висотою біля 10 м і один 5,7 м). Зараз триває реалізація проекту із збільшення висоти усіх мостів через Альберт-канал до 9,1 м над рівнем каналу задля уможливлення перевезення суднами на палубі чотирьох ярусів контейнерів.